# خافيير غونزاليس
خافيير غونزاليس (بالإسبانية: Javier González)‏ (مواليد 11 مايو 1939) هو لاعب كرة قدم. يلعب مع منتخب بيرو لكرة القدم. سبق له أن لعب في كأس العالم لكرة القدم مع منتخب بلاده.

## روابط خارجية
- خافيير غونزاليس على موقع الاتحاد الدولي (مؤرشف)  (الإنجليزية)
- خافيير غونزاليس على موقع قاعدة بيانات كرة القدم.إي يو (الإنجليزية)
- خافيير غونزاليس على موقع ناشيونال فوتبول تيمز (الإنجليزية)
- خافيير غونزاليس على موقع عالم كرة القدم.نت (الإنجليزية)